# Багульник стелющийся
Багу́льник сте́лющийся, или Багульник простёртый (лат. Ledum decumbens) — вид низкорослых древесных растений из рода Багульник (Ledum) семейства Вересковые (Ericaceae). Близкий вид к багульнику болотному, от которого отличается очень узкими листьями, всего 1—1,5 мм ширины, и с сильно загнутыми краями.

## Ботаническое описание
Приземистый или стелющийся кустарничек. Побеги с густым ржавым опушением.
Листья линейные, очень узкие при длине от 8 до 25 мм и ширине 1—2 мм, сильно завёрнутые, снизу густоржавоопушенные.
Соцветия около 2 см в диаметре.
Коробочка продолговатая, до 3 мм в длину.
Цветёт в мае—июне, плоды созревают в июле—августе.

## Распространение и экология
Распространён по арктической Европе и Сибири. На Дальнем Востоке России встречается в Приморском и Хабаровском краях, на Сахалине, Курилах, Камчатке, Командорских островах, Чукотском полуострове.
Растёт у гольцов, по моховым болотам, в лиственничных редколесьях, среди кедрового стланика.

## Значение и применение
Отличный медонос и пыльценос. Нектаропродуктивность 100 цветков — 60,0—67,8 мг. Хорошо посещается пчёлами в течение всего дня.